# Elisabeth Mayrhofer
Elisabeth Mayrhofer (Vienna, 11 agosto 1953) è un'ex cestista austriaca.

## Carriera
Con l'Austria ha disputato i Campionati europei del 1972.